# Jezioro Słowikowskie
Jezioro Słowikowskie – jezioro w Polsce, położone w województwie wielkopolskim, w powiecie słupeckim, w gminie Orchowo, na obszarze Pojezierza Żnińsko-Mogileńskiego.

## Opis
Akwen ma powierzchnię 11 ha. Leży na terenie Powidzkiego Parku Krajobrazowego i Powidzko-Bieniszewskiego Obszaru Chronionego Krajobrazu. Jest jeziorem o bujnie rozwijającej się roślinności szuwarowo-wodnej, zasilanym przez Noteć Zachodnią.